# KCAU-TV
KCAU-TV est une station de télévision américaine affilié au réseau ABC détenue par Nexstar Media Group et située à Sioux City dans l'Iowa sur le canal 9.

## Télévision numérique
| Canal virtuel | Image | Ratio | Programmation                          |
| ------------- | ----- | ----- | -------------------------------------- |
| 9.1           | 720p  | 16:9  | Programmation principale KCAU / ABC HD |
| 9.2           | 480i  | 4:3   | Court TV Mystery (en)                  |
| 9.3           | 480i  | 4:3   | Laff (en)                              |
| 9.4           | 480i  | 4:3   | Bounce TV                              |